# Tour Europa (Madrid)
La tour Europa (en espagnol : Torre Europa) est un gratte-ciel de bureaux à Madrid, en Espagne.

## Situation
Elle est située dans l'arrondissement de Tetuán, à l'angle sud-ouest de la place de Lima, à l'intersection du paseo de la Castellana et de l'avenue du Général-Perón.

## Construction
La tour est édifiée en 1985 sur les plans de l'architecte Miguel Oriol Ybarra.

## Transports
La tour est desservie par la station Santiago Bernabéu de la ligne 10 du métro.